# آراکاوا، نیگاتا
آراکاوا، نیگاتا (به لاتین: Arakawa) یک منطقهٔ مسکونی در ژاپن است که در Hokuriku region واقع شده‌است. آراکاوا ۱۰٬۷۹۲ نفر جمعیت دارد.